# José Antonio Castro (futbolista argentino)
José Antonio Castro (Buenos Aires, Argentina; 15 de octubre de 1955) es un exfutbolista argentino. Jugaba como delantero y su primer equipo fue Vélez Sarsfield. Se caracterizó por ser un puntero derecho de temer, por su velocidad, llegada al gol y su fuerte temperamento. Reconocido por compañeros y rivales por su lealtad en el campo de juego, y su carácter aguerrido, de hablarle mucho al rival y de fuertes declaraciones a la prensa. Su último club antes de retirarse fue la Universidad de Chile.

## Trayectoria
Debutó en 1975 en Vélez Sarsfield donde fue figura sobresaliente.
En 1982 integró las filas del club Independiente de Avellaneda.
Entre 1983 y 1987 estuvo en Argentinos Juniors donde se consagró bicampeón nacional en 1984 y 1985, campeón de Copa Libertadores en 1985 tras vencer a América de Cali, subcampeón de la Copa Intercontinental 1985 tras igualar con la Juventus de Italia 2:2 (gol incluido de Castro) y caer en lanzamientos penales. Además consiguió el título de la Copa Interamericana 1986 al derrotar 1:0 a Defence Force de Trinidad y Tobago. Con el club de la Paternal jugó un total de 216 partidos.
Entre 1988 y 1990 jugó en Unión de Santa Fe, club que militaba en la Primera B Nacional, con el que logró (al finalizar la temporada 1988/89) el ascenso a la Primera División del fútbol argentino tras vencer a Colón de Santa Fe en las dos finales por la segunda plaza (el campeón en esa temporada fue Chaco For Ever). En 1990 pasó por San Lorenzo.
En 1991 emigró a Chile para jugar por el club Universidad de Chile, donde fue el goleador del equipo con 11 tantos en 27 partidos. Frente a Palestino en el Estadio Santa Laura por la tercera fecha del campeonato anotó su gol más pintoresco de su carrera, en el 6:0, así hace referencia a aquel gol: "frente a Palestino tuve la osadía de arrodillarme en la línea de gol y empujar la pelota con la cabeza".
Tras su retiro del fútbol declaró: "El final en un grande de Chile, con una hinchada multitudinaria en todo el territorio, el Boca chileno".

## Selección nacional
Fue internacional con la Selección Argentina.

### Participación en Copa América
| Copa         | Sede          | Año  | Resultado    |
| ------------ | ------------- | ---- | ------------ |
| Copa América | Sin sede fija | 1979 | Primera fase |

## Clubes
| Club                 | País      | Año       |
| -------------------- | --------- | --------- |
| Vélez Sarsfield      | Argentina | 1975-1981 |
| Independiente        | Argentina | 1982      |
| Argentinos Juniors   | Argentina | 1983-1988 |
| Unión de Santa Fe    | Argentina | 1988-1990 |
| San Lorenzo          | Argentina | 1990-1991 |
| Universidad de Chile | Chile     | 1991      |

## Palmarés

### Campeonatos nacionales
| Título           | Club               | País      | Año    |
| ---------------- | ------------------ | --------- | ------ |
| Primera División | Argentinos Juniors | Argentina | M-1984 |
| Primera División | Argentinos Juniors | Argentina | N-1985 |

### Copas internacionales
| Título              | Club               | Sede          | Año  |
| ------------------- | ------------------ | ------------- | ---- |
| Copa Libertadores   | Argentinos Juniors | Asunción      | 1985 |
| Copa Interamericana | Argentinos Juniors | Puerto España | 1986 |